# タイツくん
タイツくんは、ちょっと暑苦しい全身タイツのコミュニケーション系キャラクター。制作はスイスイ株式会社（東京都港区）。

## 概要
制作担当は同社の高橋潤（イラスト）、松岡宏行（文）。
全身タイツの2人組が、日頃の言いたいけれど言いにくい、ビジネスや恋愛のさまざまなシーンを、川柳風の一言と共に体で表現する「励行カード」のスタイルを中心に展開している。

## キャラクター
ピエール
タイツの色は黄色。ユニットのリーダーではあるものの、励行カードを見る限りでは、お調子者で好色家なイメージであるが、「ときに妻を愛でる。」（励行No.77）という励行カードにみられるように、愛妻家の一面も覗かせている。
ジョナサン
タイツの色はオレンジ色。眼鏡を着用。ピエールにくらべ思慮深く、几帳面な性格。「イマジン…」とつぶやくのが趣味。
イザベル
国籍は不明だが、「ラテン系な女」らしい。「一緒にいられるシアワセ。」（励行No.27）、「バリバリでもなくキャピキャピでもなくフツーの働く女でいいや。」（励行No.46）、「譲ってあげなよ。」（励行No.213）、「歌い継ごう。」（励行No.267）、「カラダで脳トレ。」（励行No.277）などに登場している。
シモン
バイオリンが得意な少年。イザベルとよく一緒に登場している。通称「チビタイツ」。「2km離れて親を愛す。」（励行No.49）、「背負わせすぎ。」（励行No.86）、「天才は遠くからやってくる。」（励行No.119）、「無駄だから気晴らしになる。」（励行No.171）、「寝床クリエイティブ。」（励行No.183）、「譲ってあげなよ。」（励行No.213）、「背中で教える。」（励行No.227）、「ケンカする前に別れよ。」（励行No.256）などに登場している。
ブチョー
中堅企業のサラリーマン。具体的な仕事内容は不明。励行カードでは、おちゃめさんな部分も多々覗かせている。

## タイツくん展覧会
渋谷パルコ※ロゴスギャラリー（2005年4月1日〜15日）
ラフォーレ原宿松山（2005年4月23日〜5月8日）
名古屋パルコ（2005年5月25日〜6月5日）
吉祥寺パルコ（2005年7月22日〜8月7日）
大分パルコ（2005年11月18日〜28日）
千葉パルコ（2005年12月2日〜25日）
渋谷パルコミュージアム「タイツくん良縁祈願まつり」（2007年6月8日〜19日）
札幌パルコ「タイツくん良縁祈願まつりin SAPPORO」（2007年11月22日〜12月2日）
名古屋パルコギャラリー「タイツくん良縁祈願まつりin Nagoya」（2008年2月1日〜19日）
宇都宮パルコ「タイツくん良縁祈願まつりin 宇都宮」（2008年4月17日〜5月6日）
千葉パルコ「タイツくん良縁祈願まつりin 千葉」（2008年12月27日〜2009年1月12日）

## タイツくん連載
週刊SPA!「男のたしなみ通信講座」（扶桑社）
オリジナル励行カード2枚のほか、読者投稿の優秀作品も掲載される。最優秀作は5000円、優秀作は3000円、佳作は1000円分の図書券が贈られる。2006年7月11日号より同連載内にて「今月の美人秘書」がスタート。月替わりの美人秘書が、読者投稿の中から「秘書セレクト」を選出する。（2004年8月10・17日号〜2008年6月3日号）
週刊SPA!「真実のコースター」（扶桑社）
2008年6月10日号より連載中。とあるバーを舞台に、タイツくんが日常に潜む心理を暴くコミック形式。
FRaU「女の分岐点」（講談社）
2006年10月5日号にてタイツくん「幸せになるマナー」の連載開始。女性の恋愛におけるマナーをタイツくんが回答するというもの。「幸せになるマナー」は連載3回目で終了（2006年12月5日号）し、FRaUの月刊化にともない、「女の分岐点」としてリニューアル連載開始（2007年3月号〜2009年2月号）。女性の恋愛相談に、6名の専門家キャラクターが回答。タイツくんのイラストが結論を示している。6名の専門家は「サッシー皆川（新宿2丁目ママ）」、「滑川いく代（女医）」、「我妻守一（弁護士）」、「チョン・ヨンス（探偵）」、「高山昇（中学教師）」、「玉中ミハル（占い師）」。
日経ビジネスアソシエ「新熟三丁め」（日経BP社）
2004年8月3日号より連載開始。政治・経済・芸能・季節などの時事を四文字熟語で表す。タイツくんが4パターンの時事を表現し、熟語に当てはめる。
朝日新聞「やりなおしの仕事論」（朝日新聞/広告欄）
転職や就職の心がまえを、タイツくんの仕事観でつづる。

## 単行本
- 「男のたしなみ」（扶桑社）励行No.1〜120
- 「もっとできる男のたしなみ」（扶桑社）励行No.121〜215
- 「やればできる男のたしなみ」（扶桑社）励行No.216〜300
- 「やっとできた男のたしなみ」（扶桑社）励行No.301〜458
- 「新熟三丁め」（扶桑社）

## 映像作品
- アンジャッシュのタイツくん～男のたしなみ～ON盤/OFF盤

## ゲーム
2007年4月12日には、サクセスよりニンテンドーDS専用ゲーム『タイツくん 上司が怒りにくいさわやかマナー』が発売された。

## 携帯サイト
2008年4月よりデコメサイト「タイツくんメール」がオープン。softbank、au、docomo対応。
デコメだけでなく、連載3誌のコラムも配信している。